# Sant Cebrià de Saorra
Sant Cebrià de Saorra és l'església actualment parroquial del poble de Saorra, a la comarca del Conflent, de la Catalunya del Nord.
Està situada en el nucli vell del poble de Saorra, en el número 9 del carrer de les Fonts, cantonada amb l'Antic camí de Vernet.
El seu antecedent, una església desapareguda, era la primitiva parroquial del poble, però el segle xii fou substituïda per la nova església de Sant Esteve de Saorra. La de Sant Cebrià és esmentada com a pertinença de l'abadia de Santa Maria d'Arles en una acta del 869. Conserva unes pintures del segle xvii. Modernament, fou la parroquial de Saorra pel fet de ser més accessible que la de Sant Esteve, més allunyada, i enlairada, que aquesta.